# 야나 클로치코바
야나 올렉산드리우나 클로치코바(우크라이나어: Яна Олександрівна Клочкова, 1982년 8월 7일 태어남)는 우크라이나의 수영 선수이다. 크림반도의 심페로폴에서 태어났다. 올림픽에서 금메달 4개를 포함해 통산 5개의 메달을 따냈다.
시드니에서 열린 2000년 하계 올림픽에서 200미터 개인혼영과 400미터 개인혼영 금메달을 따냈다. 아테네에서 열린 2004년 하계 올림픽에서는 같은 두 종목에서 다시 금메달을 따냈다. 그리하여 올림픽에서 같은 종목 둘을 2연패한 최초의 여자 수영 선수가 되었다.
세계 선수권 대회에서 10번의 우승 기록이 있으며 400미터 개인혼영에서는 단수로(short course)와 장수로(long course) 풀 양쪽 다에서 세계 기록 보유자이다.

## 같이 보기
- 올림픽 다관왕 목록